# 2028년 하계 패럴림픽
2028년 하계 패럴림픽(영어: 2028 Summer Paralympics, XVIII Paralympic Games)은 2028년 8월 15일부터 8월 27일까지 미국 로스앤젤레스에서 개최될 예정인 하계 패럴림픽이다.
2028년 하계 올림픽을 개최하는 도시는 2028년 하계 패럴림픽도 개최하게 된다. 2017년 7월 31일 국제 올림픽 위원회(IOC)에서 개최지가 결정되었다.

## 참가국
개최국인 미국 이외에는 아직 참가국이 확정되지 않았다.
- 미국 (개최국)
- 호주
- 영국
- 프랑스
- 스위스

## 메달 집계
| 순위 | 국가 | 금메달 | 은메달 | 동메달 | 합계 |
| ---- | ---- | ------ | ------ | ------ | ---- |

## 방송사
- 패럴림픽 - 올림픽 방송 서비스
  - 패럴림픽 유튜브 채널 (실시간 & 하이라이트)
- 일본 - NHK, 민방 (TV도쿄, TV아사히)
- 대한민국 - JTBC
  - 대한장애인체육회TV 보관됨 2022-09-03 - 웨이백 머신
- 중국 - 중국중앙텔레비전
- 영국 - 채널 4
- 미국 - NBC
- 스페인 - TVE
- 프랑스 - 프랑스 텔레비지옹
- 이탈리아 - 이탈리아 방송 협회
- 폴란드 - 폴란드 텔레비전
- 중동아시아 - BeIN Sports
- 오스트레일리아 - 세븐 네트워크
- 라틴 아메리카 - Claro Sports
- 사하라 이남 아프리카 - TV5Monde
- 남아공 - SABC
- 브라질 - 헤지 글로부
- 멕시코 - 텔레비사
- 칠레 - 텔레비시온 나시오날 데 칠레

## 같이 보기
- 2028년 하계 올림픽

| 하계 패럴림픽 |                                        |               |
| 이전 대회     | 2028년 하계 패럴림픽 로스앤젤레스 2028 | 다음 대회     |
| 파리 2024     | 2028년 하계 패럴림픽 로스앤젤레스 2028 | 브리즈번 2032 |